# Mastostethus transversalis
Mastostethus transversalis is een keversoort uit de familie halstandhaantjes (Megalopodidae). De wetenschappelijke naam van de soort werd in 1845 gepubliceerd door Jean Théodore Lacordaire.